# VIJF tv
VIJFtv startete im Oktober 2004 als zweiter Fernsehsender von SBS Belgien und Schwestersender von VT4. Die erste Sendung, die ausgestrahlt wurde, war ein Fußballspiel. Auf die Art wollte man sichergehen, dass Männer den Sender einschalten.
Er gehörte bis zum 7. Juni 2011 zur Sendergruppe der ProSiebenSat.1 Media AG. Seit dem 8. Juni 2011 ist der Sender in den Händen von Sanoma Media, Corelio N.V. und der Waterman & Waterman CVA.
Das Programmangebot des Senders ist auf ein weibliches Publikum ausgerichtet, allerdings werden auch Lifestylesendungen, Serien und Filme ausgestrahlt, die Männer interessieren.
Im Januar 2006 konnte VIJFtv seine Sendezeit verdoppeln und sendet seitdem 24 Stunden täglich.

## Sendungen
| - Close to Home - Die fliegenden Ärzte - Dr. Quinn – Ärztin aus Leidenschaft - Für alle Fälle Amy - Grey’s Anatomy - Matlock - Medium – Nichts bleibt verborgen - Melrose Place - Monk | - Oprah Winfrey - Reich und Schön - Seinfeld - Sex and the City - Strong Medicine: Zwei Ärztinnen wie Feuer und Eis - Te Nemen of Te Laten (belgische Version von Deal or No Deal) - The L Word - Whoopi - Zeit der Sehnsucht |  |